# 芒特利柏提 (印地安納州)
芒特利柏提（英語：Mount Liberty）是位於美國印地安納州布朗縣的一個非建制地區。該地的面積和人口皆未知。

## 地理
芒特利柏提的座標為39°11′03″N 86°07′49″W / 39.18417°N 86.13028°W，而該地的平均海拔高度為208米（即682英尺）。